# Reither Spitze
Die Reither Spitze ist ein Berg im Karwendel im österreichischen Bundesland Tirol, der durch seine Lage am südwestlichen Ende der Erlspitzgruppe vor allem als Aussichtsgipfel bekannt ist. Ihren Namen hat die Reither Spitze von der Ortschaft Reith bei Seefeld, die am südwestlichen Fuß der Reither Spitze liegt.

## Aufstieg
Von der südlich des Gipfels gelegenen Nördlinger Hütte ist die Reither Spitze auf einem Steig in 20 Minuten erreichbar. Die Nördlinger Hütte ist von der nordwestlich unterhalb des Härmelekopfs (2224 m ü. A.) befindlichen Seilbahn-Bergstation in einer Stunde zu erreichen; vom Härmelekopf kann man allerdings auch direkt über das Reither Joch die Reither Spitze erreichen (Trittsicherheit erforderlich). Der Zustieg von Reith bei Seefeld und von Seefeld nimmt jeweils etwa drei Stunden in Anspruch. Von der Seefelder Spitze (2221 m ü. A.) ist die Reither Spitze über einen einfachen Steig (Trittsicherheit erforderlich) oder direkt über den Verbindungsgrat erreichbar, der Kletterei im unteren III. Schwierigkeitsgrad erfordert.

## Geologie
Der Gipfel der Reither Spitze und der Grat zur Seefelder Spitze wird aus Gesteinen des Hauptdolomits aufgebaut. Diese Zone des oberen Hauptdolomits wird ringförmig von einer Zone der ölhaltigen und teilweise fossilführenden Seefelder Schichten umschlossen.  Aufgrund von Fischfossilien werden ölhaltige Schiefer aus diesem Bereich auch nach dem altgriechischen Wort für Fisch ἰχθύς ichthys als Ichthyolschiefer bezeichnet. Diese Gesteine wurden zur Gewinnung von Ichthyol an verschiedenen Stellen rings um die Reither Spitze abgebaut. Das Hauptabbaugebiet befand sich am Fuß der Reither Spitze südöstlich von Seefeld im Bereich der Reither Jochalm.

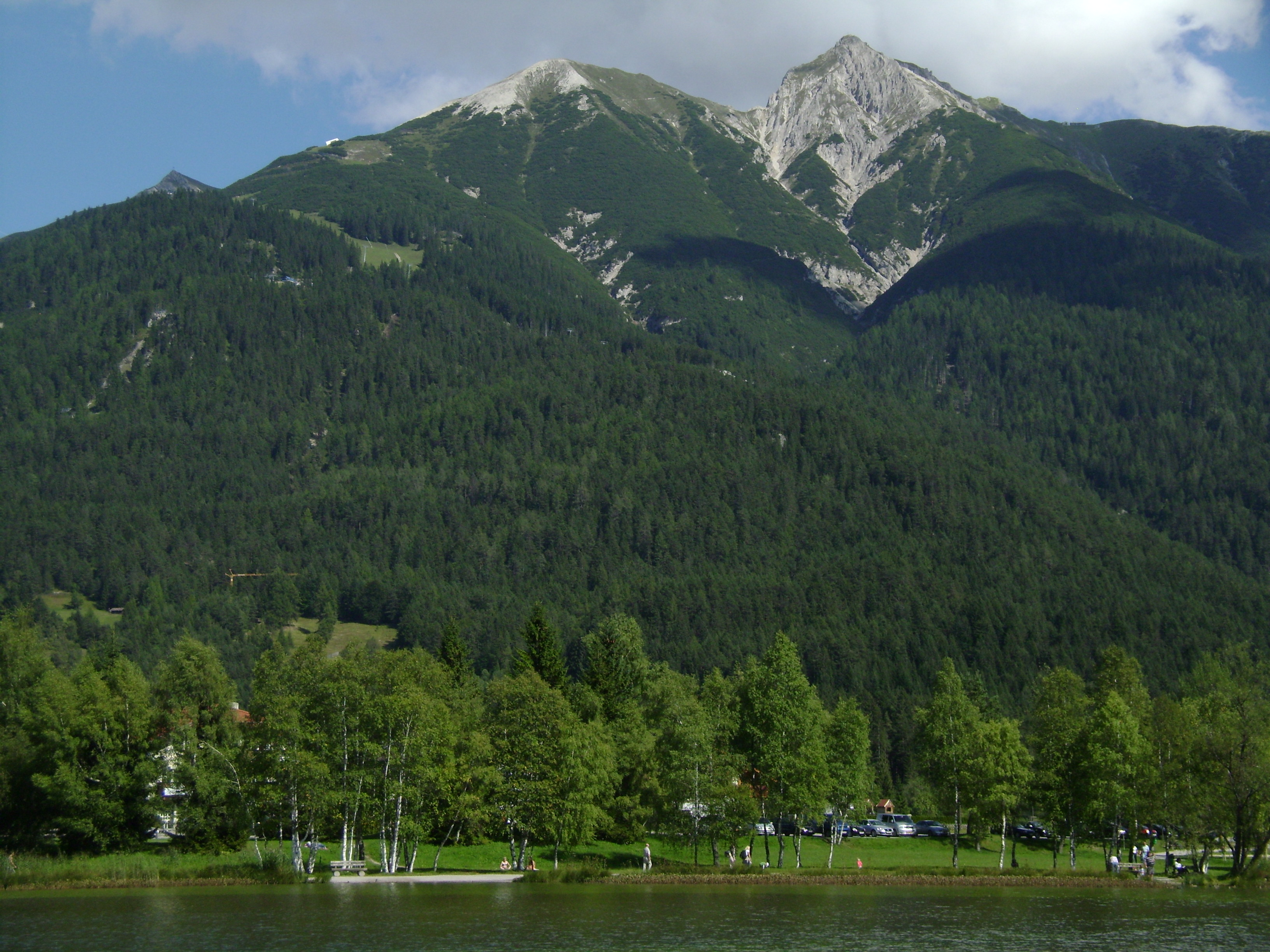
Reither Spitze von Seefeld
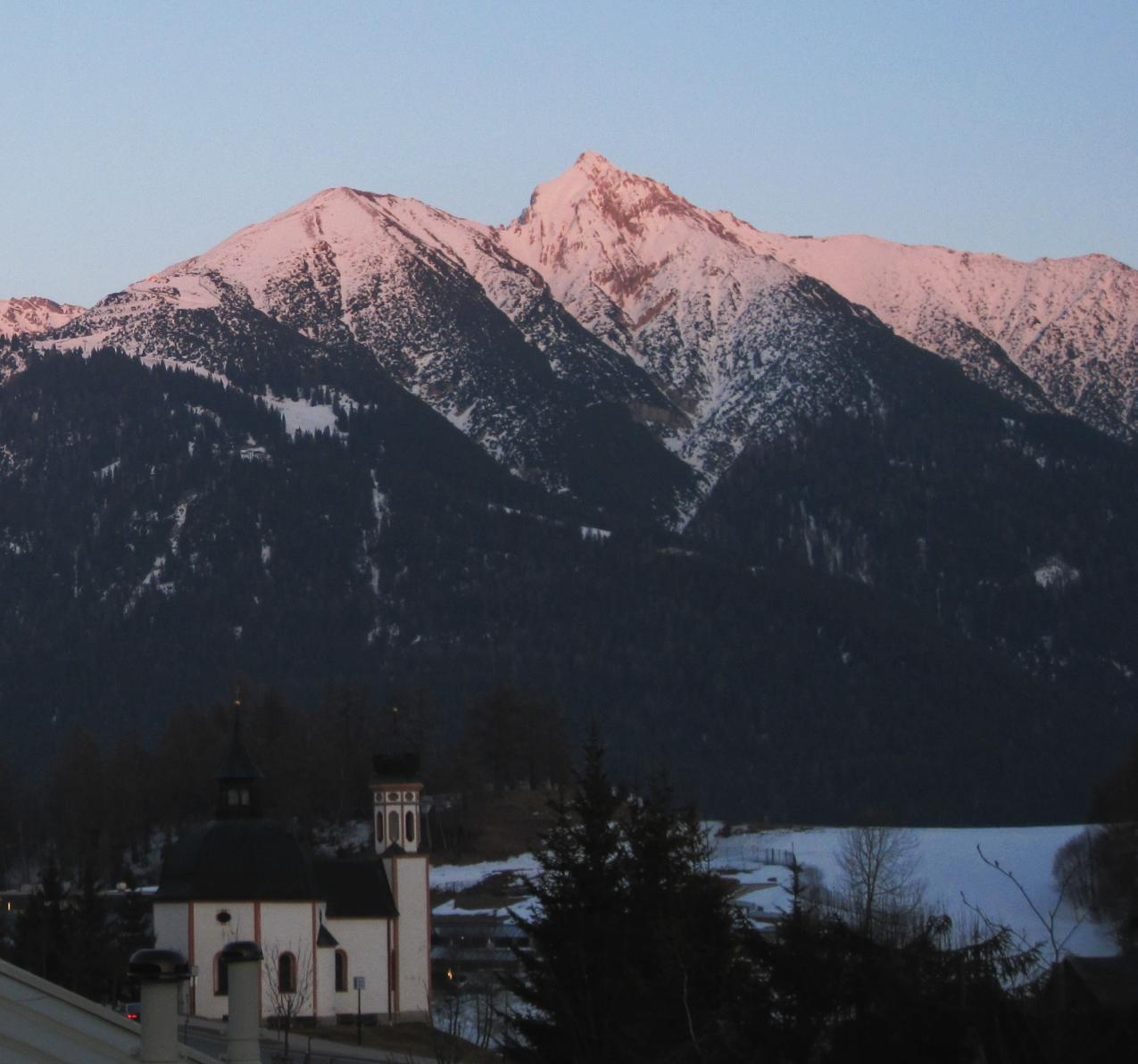
Härmelekopf und Reither Spitze im Winter
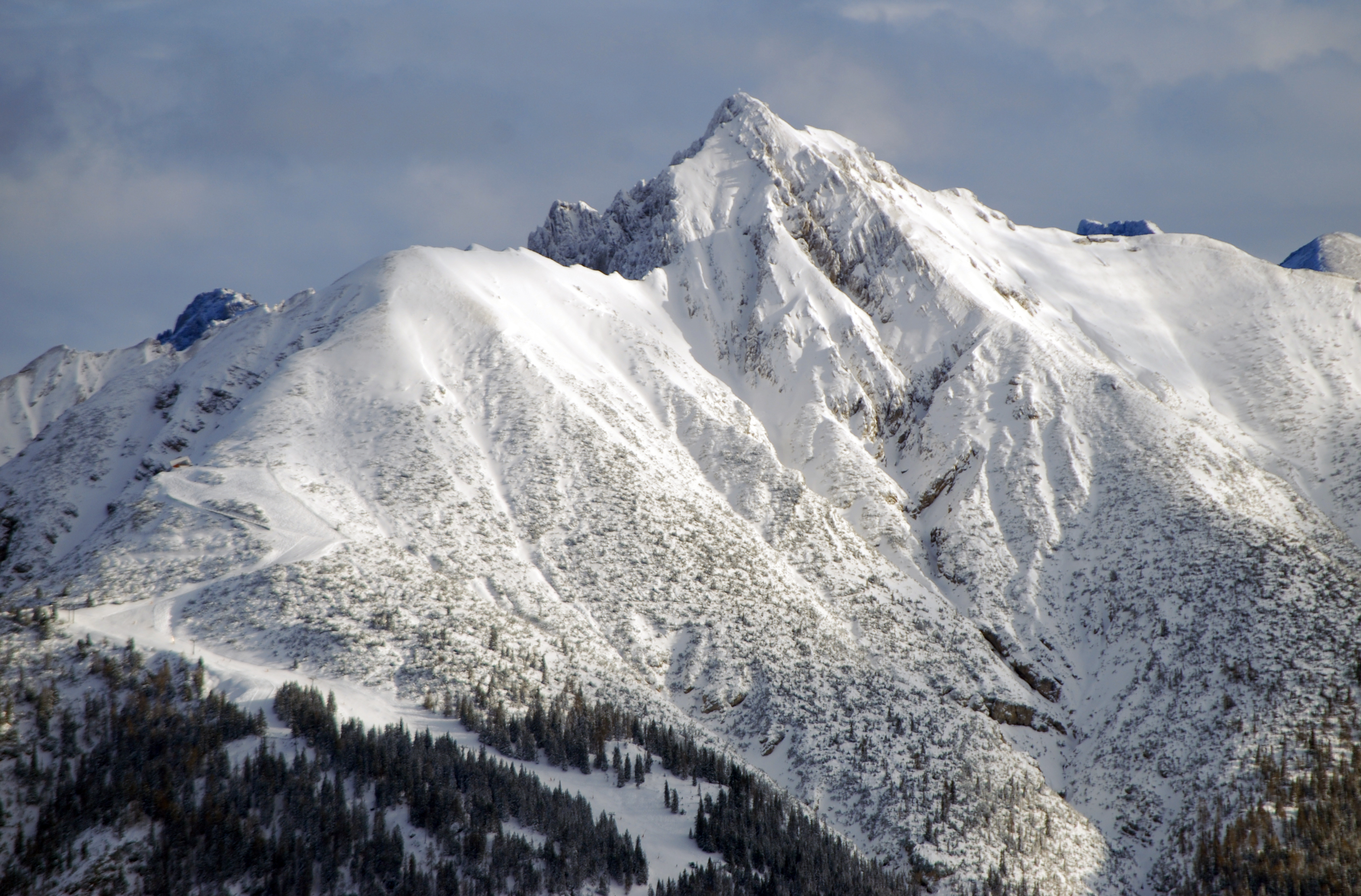
Blick vom Fuß der Hohen Munde
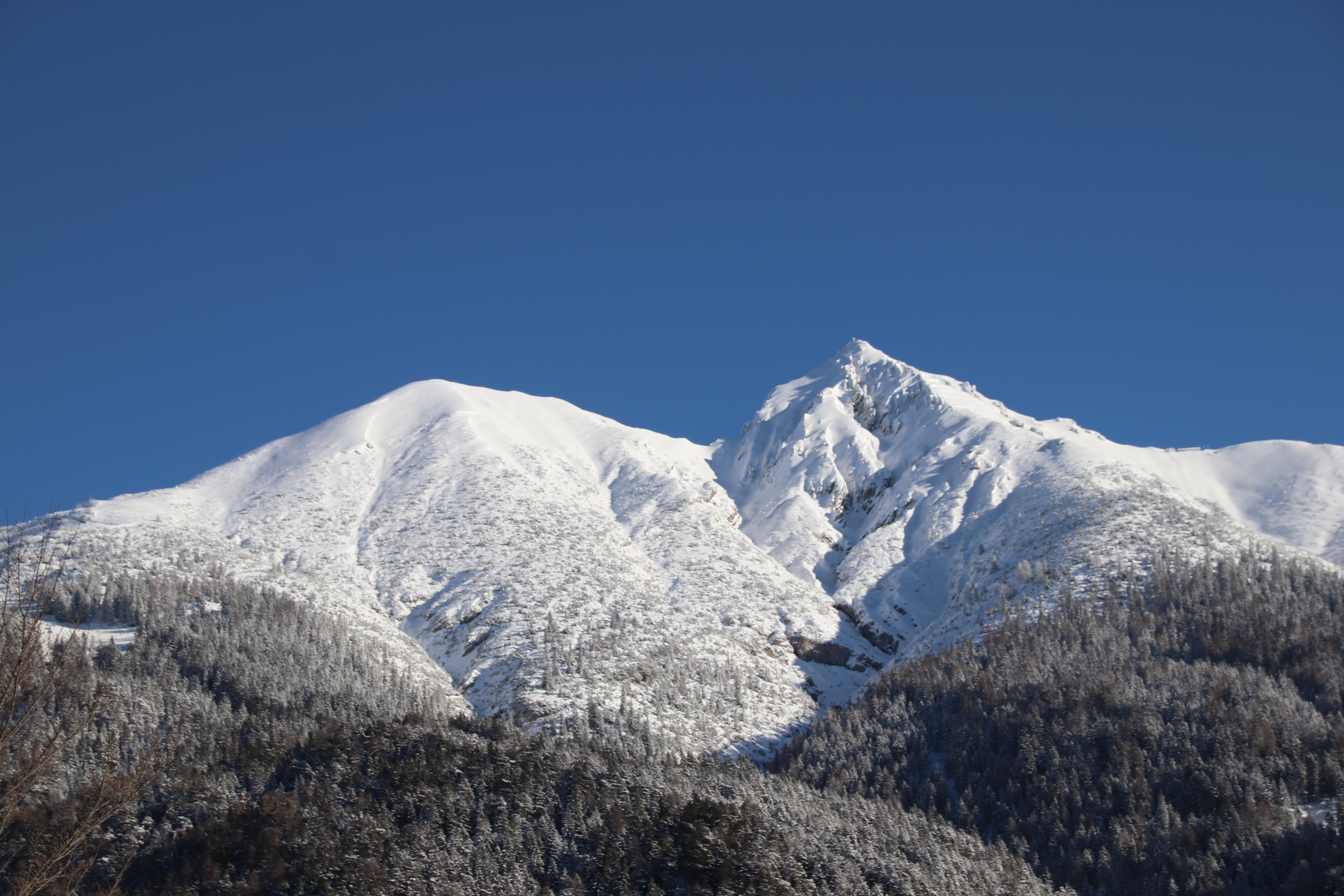
Härmelekopf, Reither Spitze, Nördlinger Hütte, Blick vom Wildsee